# CZ-99
 (avril 2017).
Si vous disposez d'ouvrages ou d'articles de référence ou si vous connaissez des sites web de qualité traitant du thème abordé ici, merci de compléter l'article en donnant les références utiles à sa vérifiabilité et en les liant à la section « Notes et références ».

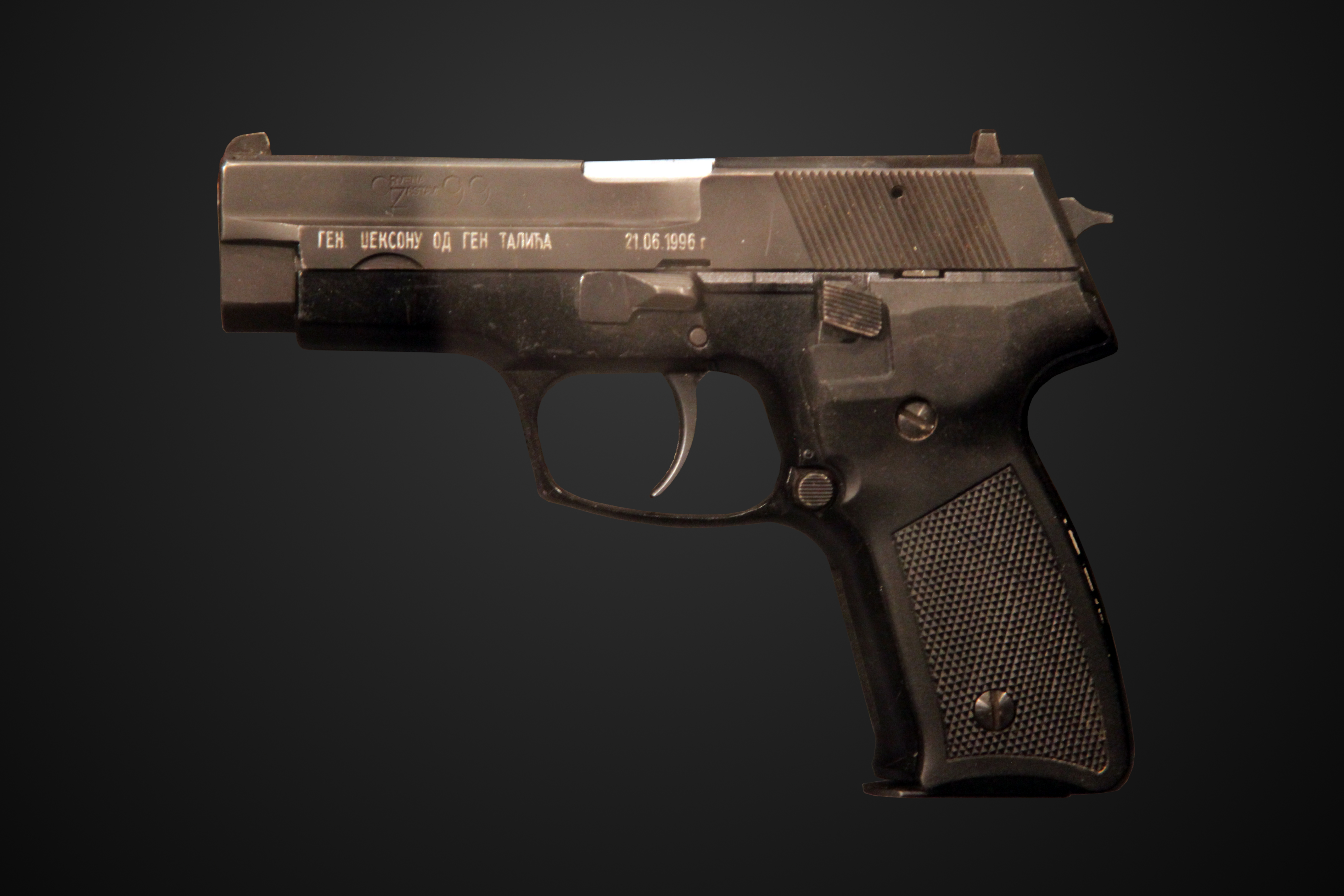
Pistolet Zastava CZ99 offert au général anglais Mike Jackson alors qu'il commandait les troupes britanniques sur le théâtre ex-yougoslave à la fin des années 1990. Exposé à l'exposition du Parachute Regiment de l'Imperial War Museum.

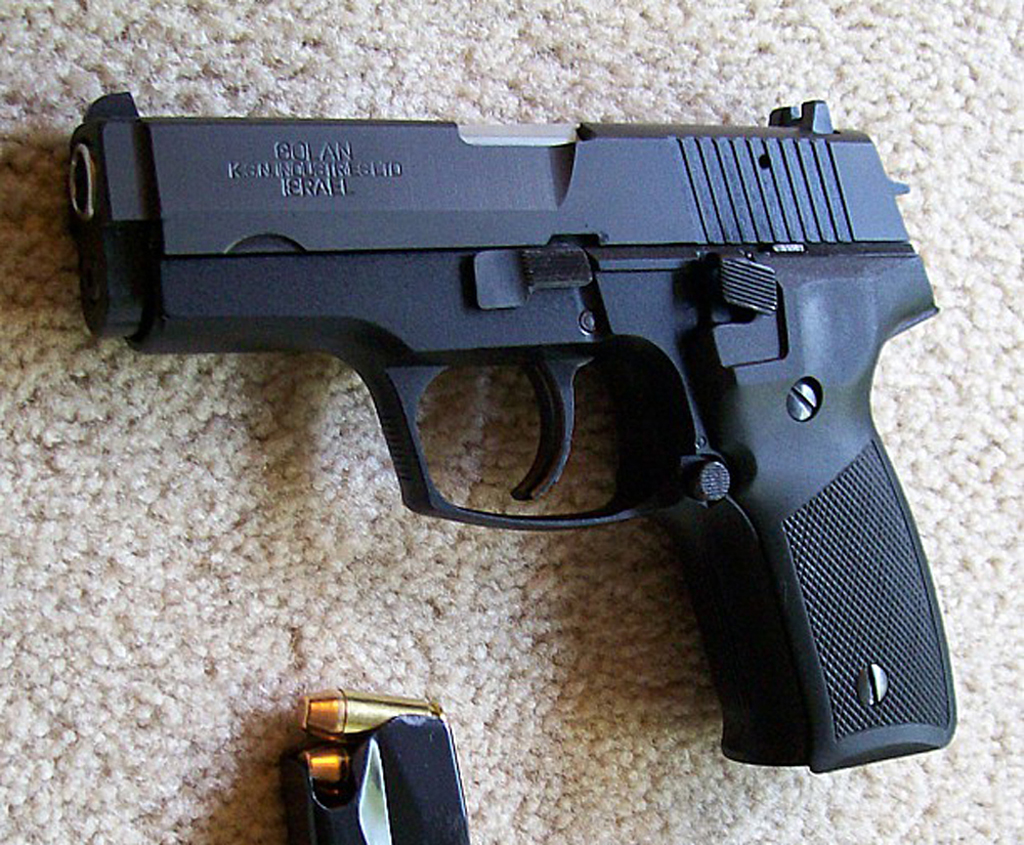
Un KSN Golan : Zastava CZ99S/Compact produit en Israël.

Le Zastava CZ99 est un pistolet semi-automatique produit par Zastava Arms à partir de 1989 et destiné à remplacer le Zastava M57 au sein de la JNA.

## Historique et évolutions

### Conception
Produit à Kragujevac (Serbie) par la manufacture Zastava (connue aussi pour ses variantes de l'AK-47), le Zastava 99 est une synthèse du Sig-Sauer P226 (silhouette et platine simple/double action) et du Walther P88 (commandes ambidextres).
Désirant conquérir des marchés à l'exportation, Zastava met en vente en 1991 une version en .40 S&W de ce modèle. Les versions en .40 S&W sont identiques mais leur masse varie légèrement tandis que leur chargeurs ne contiennent que dix cartouches

### Variantes
- Le CZ 99S ou Compact G en est version compacte doté d'un canon plus court. Réservé à la défense personnelle et aux forces de l'ordre.

- Le CZ 999 Scorpion (ЦЗ999) : une variante mise à jour du CZ 99 avec quelques améliorations, comme une poignée plus fine et des panneaux de poignée redessinés, des dentelures de glissière plus larges, une sangle arrière dentelée, des viseurs standard à 3 points, une détente incurvée, un pontet carré et un éperon de marteau plus long. Bien qu'initialement prévu pour le 9×19 mm, il existe une variante du CZ 999 chambré en .40 S&W, principalement pour les importateurs étrangers, avec beaucoup de ces armes de poing importées par les États-Unis en 1990. Au fil du temps, cependant, de nouvelles versions de cette arme à feu sont développées : le Zastava CZ999, avec sélecteur DAO et DA/SA, ainsi que le CZ999 Scorpion sans ce sélecteur. Comprend également un indicateur de chambre chargée. Existe également en modèle compact.

- Le Zastava EZ est la quatrième génération du CZ99. Il est exactement le même, mais il dispose d'un rail picatinny sous le canon pour le montage d'éclairages et d'accessoires et d'un marteau annulaire plus grand. Pistolet de service et de défense personnelle, simple/double action, ambidextre. Le CZ999 et l'EZ 9 acceptent les chargeurs CZ99 standard, mais ils n'acceptent pas toutes les pièces du CZ99, telles que les panneaux de poignée. Comme le CZ999, l'EZ9 existe en deux calibres. Il existe des versions compactes des deux calibres.

## Données numériques

### CZ 99/TZ 99
- Munition : 9x19mm Parabellum ou .40S&W
- Masse de l'arme : 860 g (vide) ; 1 145 g (chargé en 9 mm)
- Longueur de l'arme : 18,9 cm
- Canon : 10,8 cm
- Capacité : 15 (9 mm) ou 11 coups (.40). Les versions exportés au Canada et aux USA (entre 1994 et 2003) reçoivent des chargeurs de 10 coups dans les 2 calibres

### CZ 99 Compact/Kareen Golan
- Munition : 9x19mm Parabellum ou .40S&W
- Masse de l'arme : 840 g (vide) ; 1 125 g (chargé en 9 mm)
- Longueur de l'arme : 18 cm
- Canon : 99 cm
- Capacité : 15 (9 mm) ou 11 coups (.40). Les versions exportés au Canada et aux USA (entre 1994 et 2003) reçoivent des chargeurs de 10 coups dans les 2 calibres

## Diffusion
Le CZ-99 arme les soldats de la JNA puis les combattants bosniaques, croates, macédoniens, kosovars, serbes et slovènes lors des guerres de Yougoslavie. Il est en service en 2020 en Serbie, en Macédoine du Nord, au Burkina Faso et au Monténégro mais aussi en Bosnie-Herzégovine.
Depuis les années 2000, Zastava Arms l'exporte en Irak, en Jordanie, au Liban et au Liberia.

## Production sous licence et variations étrangères
Durant les guerres de Yougoslavie, Zastava vend la licence de production de son modèle 99 à plusieurs firmes étrangères :
- Afrique du Sud : TZ 99 (fabrication sous licence du CZ-99)
- Israël : KSN Golan (fabrication sous licence du CZ-99G compact)

De même des firmes issues de l'ex-Yougoslavie se sont inspirées de ce PA serbe pour créer les :
- Croatie : Pistolet HS-95 (version simplifiée du CZ-99)
- Slovénie : Rex  Zero fabriqué par la firme Arex.

## Dans la culture populaire
Le Zastava CZ-99 est apparu dans plusieurs films tournés en Serbie depuis les années 2000 parmi lesquels Chat noir, chat blanc, A Serbian Film, The November Man, ou Everly. Importé aux USA, il figure aussi dans le long métrage de SF Matrix Revolutions. Ainsi, le CZ-99 arme des personnages joués par Srdjan Todorovic, Pierce Brosnan, Salma Hayek ou Keanu Reeves.